# Das fröhliche Dorf
Das fröhliche Dorf ist ein deutsches Filmlustspiel aus dem Bauernmilieu von 1955. Unter der Regie von Rudolf Schündler spielen Hannelore Bollmann, Carl Hinrichs, Gardy Granass und Gerhard Riedmann die Hauptrollen. Der Film basiert auf dem Bühnenschwank Krach um Jolanthe (1930) von August Hinrichs.

## Handlung
Auf dem Land im Oldenburgischen: Der stämmige Bauer Krischan Lamken schuldet dem Vater Staat noch einige Steuern, die er aus Sturheit nicht zu bezahlen gewillt ist. Daher wird nun von staatlicher Seite aus der Gerichtsvollzieher Jeschke zu ihm geschickt, um Krischans Prachtsau Jolanthe zu konfiszieren, damit diese später im Rahmen einer Zwangsversteigerung an den Meistbietenden verkauft werden kann. Dies passt Krischan überhaupt nicht in den Kram, und der Bauer versucht nun mit allerlei pfiffigen Tricks die ungewollte Auktion zu verhindern. Die fröhliche Dorfgemeinschaft ist gern bereit, ihrem Mitbürger Lamken in dieser Angelegenheit so weit es geht zu helfen. Daher bietet keiner der ihren mit und verhindert überdies, dass andere Bieter aus dem Umland zur Auktion dazustoßen können. Schweren Herzens entscheidet sich Krischan Lamken, seine Jolanthe zu schlachten, sodass das Schwein nicht mehr gepfändet werden kann.
Eine weitere Sorge, die den alten Querkopf umtreibt, hat mit Krischans Tochter Anna zu tun. Die junge Frau hat sich in den Dorflehrer Walter Meiners verliebt, was dem alten Querkopf nicht passt. Anna ist in Sachen Jolanthe derweil auf eigene Faust aktiv geworden und während eines Dorffestes in die nächste Kreisstadt gefahren, um die Steuerschuld des Vaters zu begleichen, was allerdings niemand weiß. Nach allerlei Verwirrungen stellt sich heraus, dass die Prachtsau überhaupt nicht geschlachtet wurde: Der bauernschlaue Müller Gerd Bunjes hatte Jolanthe mit einigen Flecken bemalt und sie somit vor der Verfolgung gerettet. Stattdessen hatte er eine seiner Säue geschlachtet, die nunmehr auf dem Dorffest fröhlich verspeist wird. Zum allgemeinen Happyend gesellt sich schließlich die Nachricht, dass Anna und Bunjes’ Schwester Sophie jeweils ihren Herzbuben gesucht und gefunden haben.

## Produktionsnotizen
Die Dreharbeiten fanden in den Filmstudios von Berlin-Tempelhof und Bendestorf statt. Außendrehs führten nach Ohldorf in der Lüneburger Heide. Die Uraufführung war am 16. September 1955 in Hannover, die Berliner Premiere fand am 25. Mai 1956 statt.
Heinz Willeg übernahm die Produktionsleitung, Hanns H. Kuhnert entwarf die Filmbauten, die Peter Schlewski ausführte. Die Kostüme stammen von Walter Salemann.

## Weitere Verfilmungen
Der Stoff wurde 1934 erstmals von Carl Froelich unter dem Originaltitel Krach um Jolanthe erstmals verfilmt. Auch Das fröhliche Dorf erhielt als Zweittitel Krach um Jolanthe. Eine weitere Verfilmung kam 1945 in die schwedischen Kinos unter dem Titel Jolanta, den gäckanda suggan.

## Kritik
Bei Filmdienst heißt es: „Schwaches Remake des alten Bühnen- und Filmschwanks (1934, Regie: Carl Froelich), in dem fröhliche Derbheit mit Anzüglichkeit verwechselt wird. Filmhistorisch interessant als erster deutscher Cinemascope-Farbfilm.“

## Einzelnachweis
1. ↑  Das fröhliche Dorf. In: Lexikon des internationalen Films. Filmdienst, abgerufen am 1. Dezember 2019.